# Dendrobium assamicum
Dendrobium assamicum är en orkidéart som beskrevs av S.Chowdhury. Dendrobium assamicum ingår i släktet Dendrobium, och familjen orkidéer.
Artens utbredningsområde är Assam (Indien). Inga underarter finns listade i Catalogue of Life.